# 예겐스토르프
예겐스토르프(독일어: Jegenstorf)는 스위스 베른주의 베른-미텔란트구에 있는 자치체이다. 2010년 1월 1일 발무스의 이전 지자체는 예겐스토르프로 합병되었고, 2014년 1월 1일 뮌히링엔과 쇼이넨은 예겐스토르프로 합병되었다.

## 역사

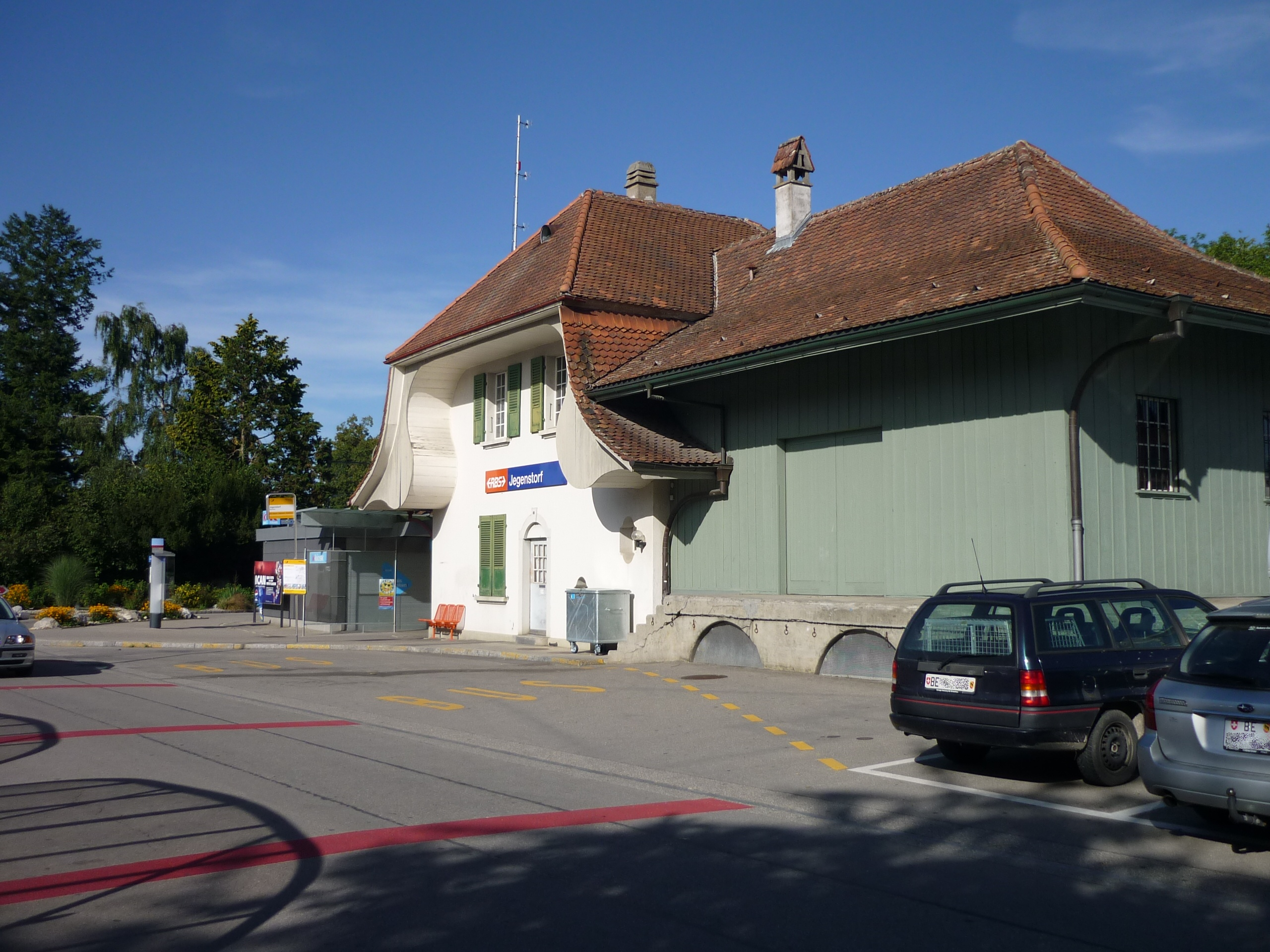
예겐스토르프역

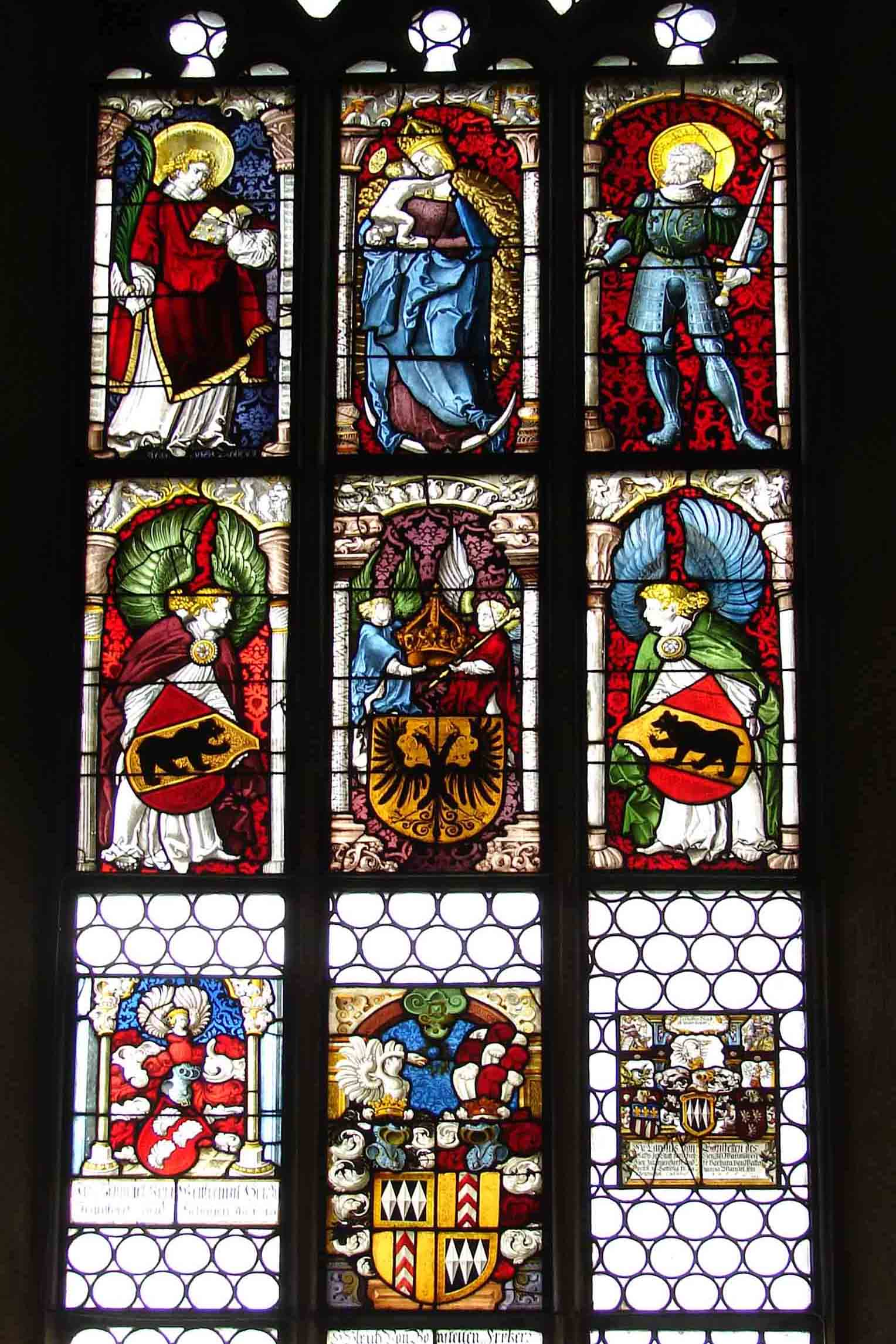
예겐스토르프의 교회 스테인드 글라스

예겐스토르프는 1131년에 Igistorf로 처음 언급되었다. 1255년에 그것은 Jegistorf로 언급되었다.
이 지역에서 인간이 정착한 가장 초기의 흔적은 뮌히링엔과의 경계에서 발견된 여러 할슈타트 문화 고분이다. 고분에는 화살촉, 도자기 및 금 유물의 풍부한 컬렉션이 있다. 벽, 기둥의 일부, 벽돌과 도자기를 포함한 갈로로마인의 저택의 유적이 마을 교회 근처에서 발견되었다.
중세 시대에 이 마을은 예겐스토르프의 체링겐 미니스테리알레(봉건 군주를 섬기는 자유 기사) 가문이 소유했다. 예겐스토르프가는 12세기에 마을 근처에 해자 성을 지었다. 예겐스토르프가가 죽자 마을은 촐리코펜의 키부르크 법원의 일부가 되었다. 예겐스토르프의 가스트호프 크로이츠 앞에서 하급 법원이 열렸다. 1406년 베른은 예겐스토프를 포함한 키부르크 마을의 많은 부분을 인수했다. 베른의 치하에서 법원은 가스트호프 또는 인강 앞에서 계속 열렸다.
1300년 이전 어느 시점에 예겐스토르프 땅의 일부가 에를라흐 가문에 의해 인수되었다. 1300년에 예겐스토프 가문은 죽고 마을의 나머지 부분은 다른 귀족들의 소유로 넘어갔다. 에를라흐가는 계속해서 권력을 얻었고, 15세기에 성, 마을 전체와 법원을 인수했다. 성은 1584년까지 에를라흐의 통제하에 있었다. 본슈테텐 가문이 1584-1675년에 소유했고, 바텐빌이 1675-1720년에, 다시 에를라흐 가문이 1720-58년에 소유했다. 카를 루트비히 폰 에를라흐는 1758년에 성과 재산을 팔았지만, 마을을 통치할 권리는 유지했다. 그들은 1798년 프랑스 침공이 베른주로 넘어갈 때까지 마을에 대한 통치권을 유지했다. 1810년에 주는 마을에 대한 에를라흐가에게 보상했다.
1653년 스위스 농민 전쟁 중에 예겐스토퍼 주민들이 성을 공격하고 약탈했다. 이에 대한 보복으로 베른군은 마을을 불태웠다.
1720년 알브레히트 프리드리히 폰 에를라흐(Albrecht Friedrich von Erlach)는 성을 바로크 양식의 별장으로 재건했다. 그는 요새를 허물고 공원과 정원으로 대체했다. 1758년 성을 매각한 후 거의 2세기 동안 귀족 슈튀를러 가문의 여름 별장이었다. 슈튀를러가는 1934년에 성을 팔았고 2년 후에는 예겐스토르프 성 보존 협회에서 베르네제 가정 장식 박물관으로 개조했다. 1955년에 성의 관리는 예겐스토르프성 재단으로 넘어갔다.
마을 교회의 지역 사제가 1180년에 처음 언급되었다. 예겐스토르프 가문은 교회에 대한 후원권을 가지고 있었다. 가문이 사망한 후 여러 베르네 귀족 가문이 후원권을 가졌다. 1424년 하부 병원이 교회를 인수했다. 현재 건물은 1514-15년에 지어졌으며, 스테인드글라스는 16세기와 17세기의 것이다. 1528년 예겐스토프는 베른 주의 대부분과 함께 종교 개혁을 받아들였다. 예겐스토르프 교구는 정치 시정촌보다 훨씬 컸다. 여기에는 발무스, 이프빌, 예겐스토르프, 뮌히링엔, 오버쇼이넨, 차우겐리트, 추츠빌, 마트슈테텐 및 우르테넨-쇤뷜의 시정촌이 포함되었다.
근대 초기의 예겐스토르프에서는 다른 많은 스위스 마을과 마찬가지로 소수의 대규모 지주들이 모든 권력을 쥐고 있었다. 1802년에는 인구의 약 18%가 대지주였지만 마을의 거의 모든 지도자 직위를 장악했다. 소농(약 9%)과 인구의 73%인 타우너 또는 권리가 없는 일반 노동자는 정부에서 발언권이 없었다. 이것은 1825년의 공유지와 산림의 사유화와 재건과 함께 변화하기 시작했다. 1830년에 시작된 기간. 19세기와 20세기 초 내내 마을은 일반적으로 농촌과 농업으로 남아 있었다. 예겐스토르프는 오래된 베른-졸로투른 도로에 위치했지만, 새로운 철도와 고속도로는 지자체를 우회했다. 1916년에 지역의 협궤 철도가 마을에 건설되었지만 베른 광역권의 성장으로 예겐스토르프가 통근자들에게 매력적이게 된 1960년대까지는 활용도가 낮았다. 1970년 인터디스카운트 그룹은 지자체에 시설을 건설했다. 그것은 예겐스토르프에서 가장 큰 고용주로 성장했다. 인구가 증가함에 따라 새로운 학교와 이웃이 건설되었다. 예겐스토르프의 중등학교는 1879년에 개교했다. 시립 병원은 1891년에 개원했다. 그것은 1976년에 재건되었고 1990년에 확장되었지만 1999년에 폐쇄되었다.

### 뮌히링엔
뮌히링엔은 1261-63년경에 Munderchingen으로 처음 언급되었다. 홀츠뮐레 정착지는 1271년에 처음 언급되었다.
이 지역에서 가장 오래된 정착지의 흔적은 후르쉬와 발데커에 있는 할슈타트 시대 무덤 군집이다. 13세기까지 뮌히링엔과 홀츠뮐레는 모두 키부르크 백작의 소유였으며, 알헨플루에 있는 키부르크 하급 법원의 일부였다. 키부르크 가계가 소멸된 후, 마을들은 베른의 통제 하에 놓이게 되었다. 1518년에 마을들은 케르넨리드에서 관리할 것을 성공적으로 요청했다. 조정 행위에 따라, 뮌히링엔은 프라우브루넨 지역의 일부가 되었다. 1844-45년에 이전에 독립된 홀츠뮐레의 작은 마을이 뮌히링엔의 정치 자치제의 일부가 되었다. 그러나 홀츠뮐레는 예겐스토르프 교구의 일부로 남아 있었다.
1944-46년에 제방과 운하는 우리테넨강을 통제하고 주기적인 범람을 방지하는 데 도움이 되었다. 1965년 시 경계에 고속도로가 완공되면서 뮌헨의 인구와 산업 성장이 촉진되었다. 이전의 농촌 마을은 현재 근로 인구의 거의 4/5가 일을 위해 베른 주변 지역으로 여행하는 통근 도시이다.

### 쇼이넨
바른스는 1226년에 Schunon으로 처음 언급되었다.
이 지역에서 가장 오래된 정착지의 흔적은 슈타인홀츠와 정크홀츠에 있는 할슈타트 시대의 무덤이다. 중세 초기에 무덤은 다시 묘지로 사용되었다. 오늘날 쇼이넨을 구성하는 정착지는 원래 오버쇼이넨과 예겐스토르프-쇼이넨이라는 두 개의 독립적인 마을이었다. 그들은 예겐스토르프와 메센-쇼이넨의 교구의 일부였다. 1530년 이후 그들은 둘 다 졸로투른 주의 새로운 개혁파 메센 교구에 합류했다. 두 마을은 1795년에 학군을 형성했다. 그러나 둘 다 1911년 법령에 의해 병합될 때까지 정치적으로 독립적이었다. 2007년부터 이프빌의 시 서기가 쇼이넨에 대한 책임을 맡았다.
그들은 둘 다 원래 예겐스토르프의 키부르크 하급 법원의 일부였다. 1406년 키부르크 가문이 멸망한 후 베른은 마을을 인수하여 촐리코펜에 있는 궁정 아래 두었다. 1803년 중재법 이후에 그들은 프라우브루넨 지역의 일부가 되었다.

## 지리

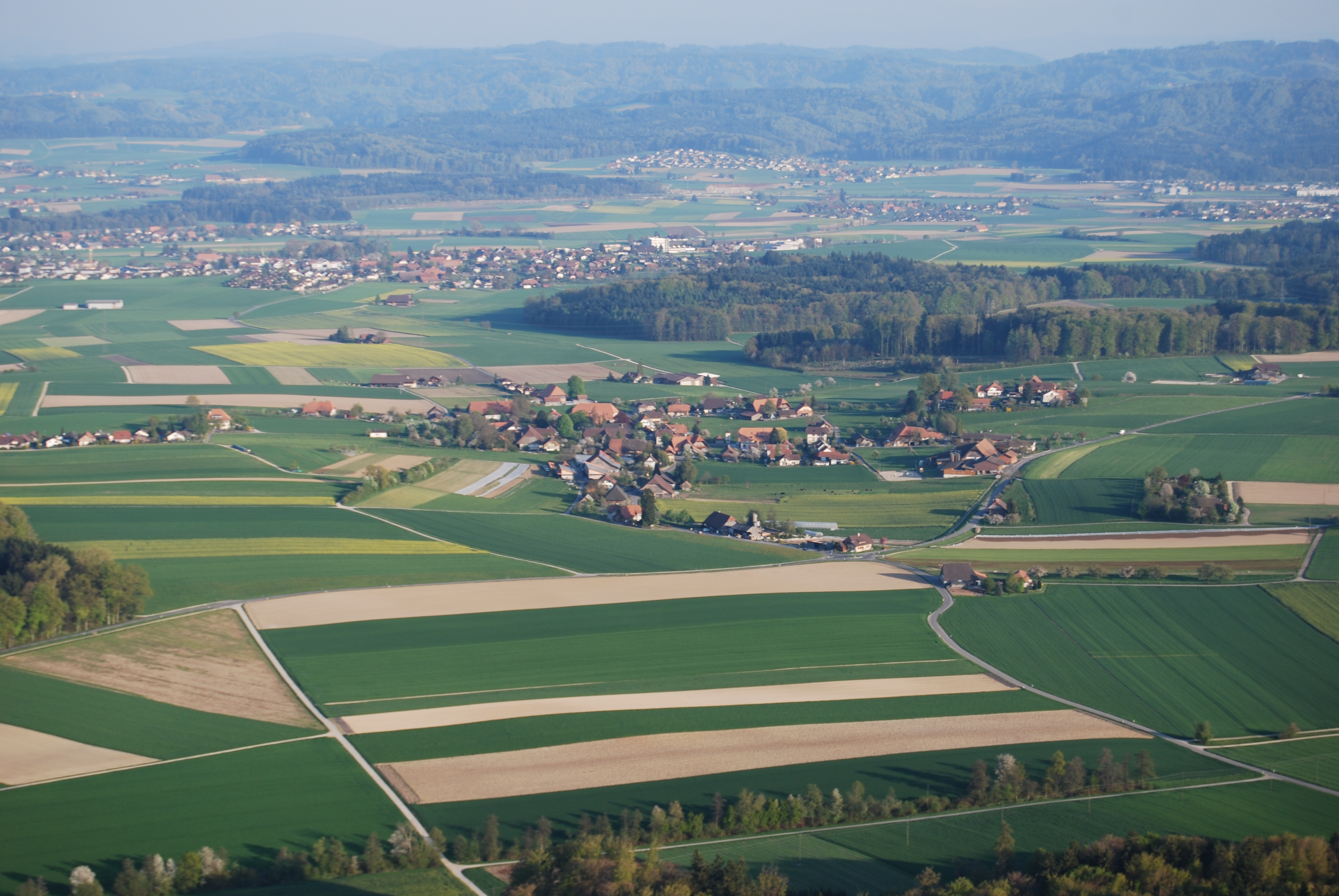
이프빌, 예겐스토르프와 주변 들판

2004년 9월 조사 기준, 예겐스토르프의 면적은 13.49k㎡이다. 이 면적 중 약 63.5%가 농업용으로 사용되고 23.5%가 산림이다. 나머지 토지 중 12.0%는 정착지(건물 또는 도로)이고 1.0%는 비생산적인 토지이다. 2013/18 조사에서 총 115ha 또는 전체 면적의 약 8.5%가 건물로 덮여 있었는데, 이는 1982년에 비해 35ha 증가한 것이다. 같은 기간 동안 시정촌의 레크리에이션 공간은 7ha 증가했으며, 현재 전체 면적의 약 0.96%이다.
농경지 중 7ha는 과수원과 포도원으로 사용되고 840ha는 들판과 초원이다. 1982년 이래로 농경지는 44ha 감소했다. 강과 호수는 시정촌에서 14ha를 차지한다.
예겐스토르프는 라퍼스빌 고원에 위치하고 있으며, 예겐스토르프 마을과 바히텔렌, 비메르, 졸레히트 및 리제레를 포함한 여러 새로운 이웃을 포함한다.

## 인구통계
2020년 12월 31일 기준, 예겐스토르프의 인구는 5,738명이다. 2014년 기준으로 인구의 10.0%가 거주하는 외국인이다. 2010년부터 2014년까지 지난 4년 동안 인구는 6.25%의 비율로 변경되었다. 2014년 시정촌의 출생률은 10.5명이었고, 사망률은 주민 1,000명당 6.8명이었다.
2000년 기준, 인구 대부분인 3,741명(93.5%)이 독일어를 모국어로 사용하고, 프랑스어는 45명(1.1%)으로 두 번째로 많이 사용하고, 알바니아어는 43명(1.1%)으로 세 번째로 사용한다. 이탈리아어를 구사하는 사람은 38명이다.
2014년 기준으로 아동·청소년(0~19세) 인구가 20.7%, 성인(20~64세)이 56.3%, 노인(64세 이상)이 22.9%를 차지한다. 2015년에는 2,191명의 독신 거주자, 2,733명의 기혼 또는 동거인, 274명의 미망인, 411명의 이혼한 거주자가 있었다.
2014년에 예겐스토르프에는 2,511개의 개인 가구가 있었고 평균 가구 규모는 2.23명이었다. 2015년에 지자체의 모든 건물 중 약 63.4%가 단독 주택으로, 이는 주(48.4%)보다 높고 전국(57.4%)보다 높다. 2000년 시정촌의 858개 주거동 중 단독주택이 약 62.4%, 다가구주택이 22.6%였다. 또한 1919년 이전에 건설된 건물의 약 12.2%, 1991년에서 2000년 사이에 12.6%가 건설되었다. 2013년 인구 1,000명당 신규 주택 건설 비율은 8.74이다. 2015년 시정촌 공실률은 5.36%였다.
역사적 인구는 다음 차트에 나와 있다.

## 국가중요문화재
졸로투른스트라세 1번지에 있는 스위스 개혁 교회와 예겐스토르프성은 국가적으로 중요한 스위스 문화 유산으로 등재되어 있다.

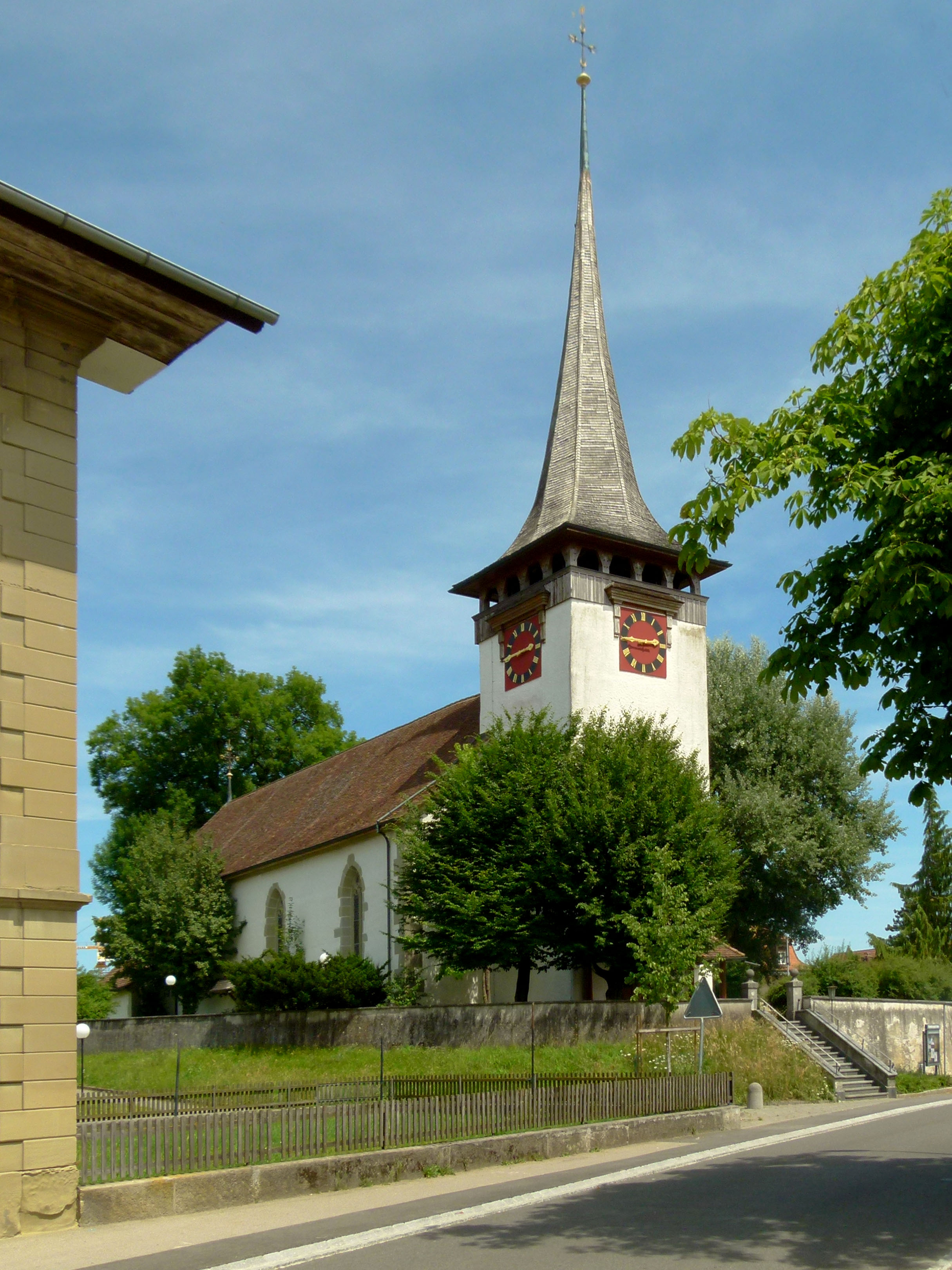
스위스 개혁 교회
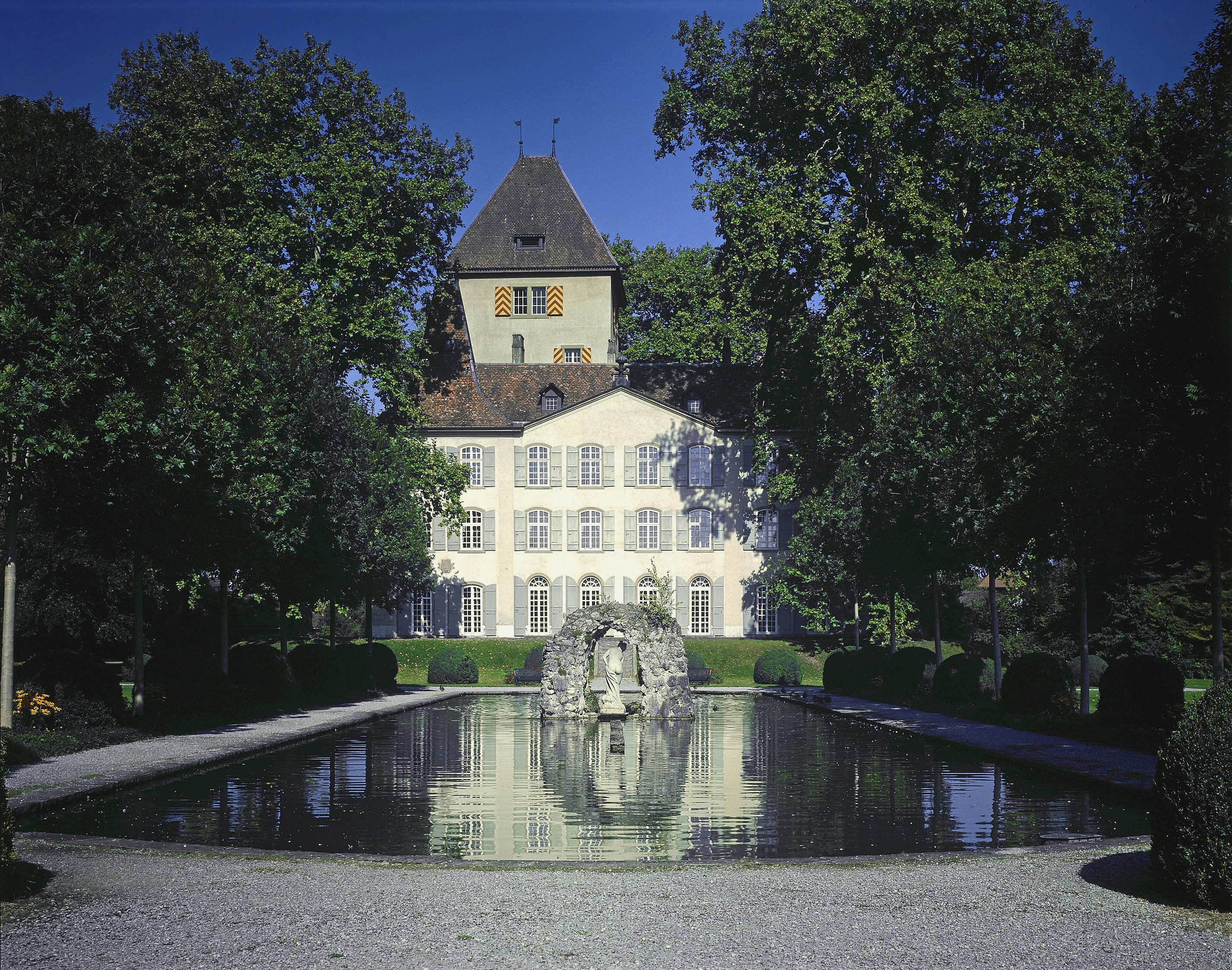
예겐스토르프성

## 정치
2015년 연방 선거에서 가장 인기 있는 정당은 26.2%의 득표율로 SVP였다. 그 다음으로 가장 인기 있는 3개 정당은 SP (18.6%), BDP (17.2%), FDP (11.3%)였다. 이번 연방 총선에서는 총 2,233표가 투표되었고, 투표율은 53.4%였다.
2011년 연방 선거에서 가장 인기 있는 정당은 22.8%의 득표율을 기록한 스위스인민당(SVP)이었다. 다음으로 가장 인기 있는 3개 정당은 보수민주당(BDP)(19.5%), 사회민주당(SP)(18.8%), 자유당(10.4%)이었다. 이번 연방 총선에서는 총 2,041표를 던졌고 투표율은 57.2%였다.

## 경제

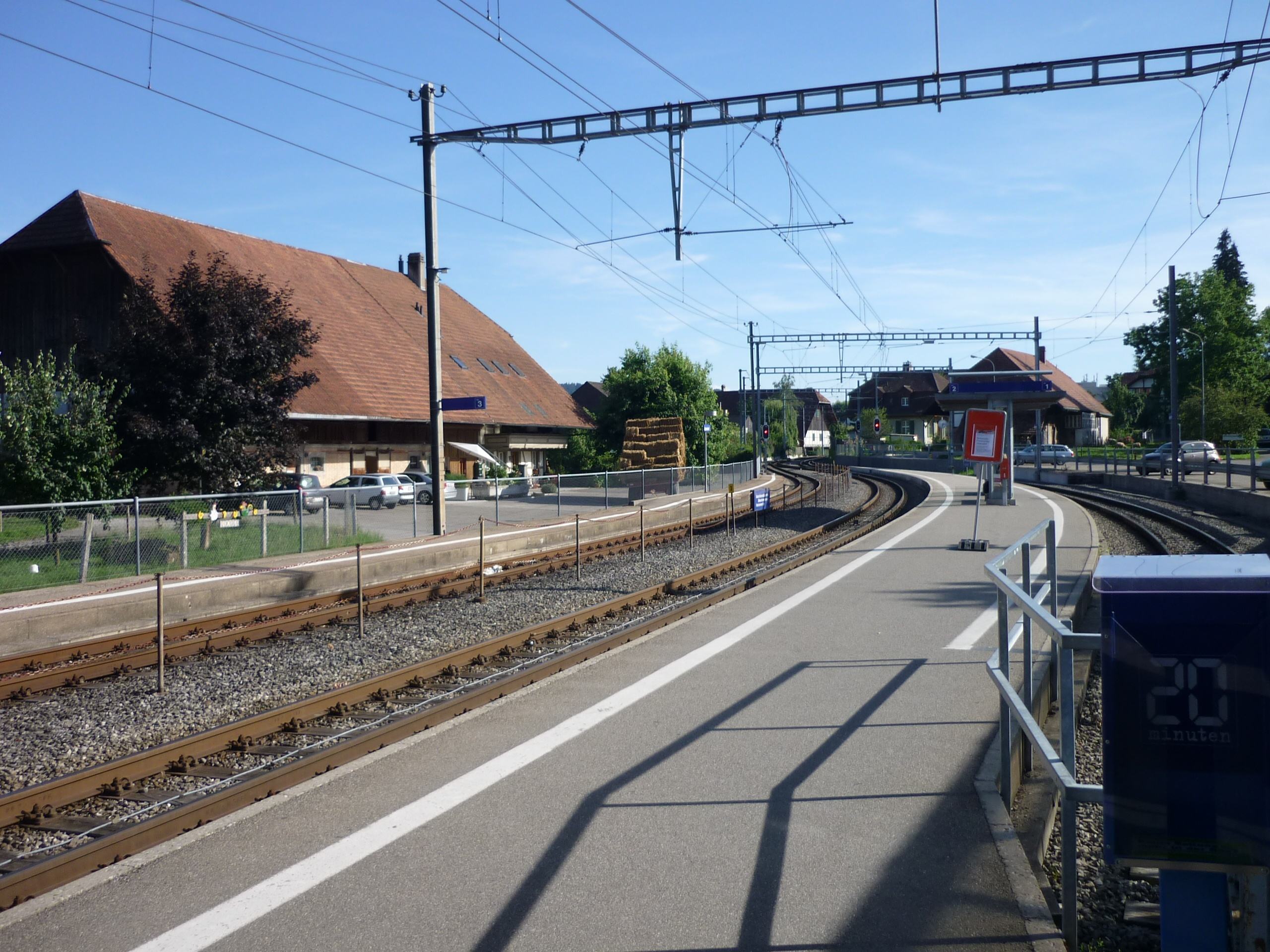
예겐스토르프역

예겐스토르프는 대도시 지역의 교외 커뮤니티로 분류된다. 시정촌은 베른 광역권의 일부이다.
2016년 기준으로 시정촌에 고용된 사람은 총 2,140명이다. 이 중 1차 경제 부문의 33개 기업에서 총 98명이 근무했다. 2차 부문은 44개의 개별 사업에서 282명의 근로자를 고용했다. 마지막으로, 3차 부문은 250개 기업에서 1,760개의 일자리를 제공했으며, 그중 840명이 50인 이상 기업에서 일했다.
2014년에는 전체 인구의 8.7%가 사회 지원을 받았다. 2011년 지자체의 실업률은 1.9%였다.
2015년에 CHF 80,000를 버는 두 자녀를 둔 부부의 시 평균 세율은 6.6%인 반면 CHF 150,000를 버는 독신자의 세율은 17.7%였다. 주는 CHF 80,000을 만드는 사람들의 평균 세율보다 약간 높고 CHF 150,000을 만드는 사람들의 평균 세율보다 약간 높다. 2013년에 납세자 1인당 시정촌 평균 소득은 CHF 81,871이고, 1인당 평균 소득은 CHF 36,157로 각 주 평균 CHF 72,796 및 CHF 31,504보다 크다. 대조적으로, 국가 납세자 평균은 CHF 82,682인 반면 1인당 평균은 CHF 35,825이다.
2000년 기준으로 자치단체로 통근하는 근로자는 1,091명, 출퇴근하는 근로자는 1,658명이었다. 지자체는 근로자의 순수출 지자체로, 들어오는 1명당 약 1.5명의 근로자가 지자체를 떠나고 있다.

## 종교

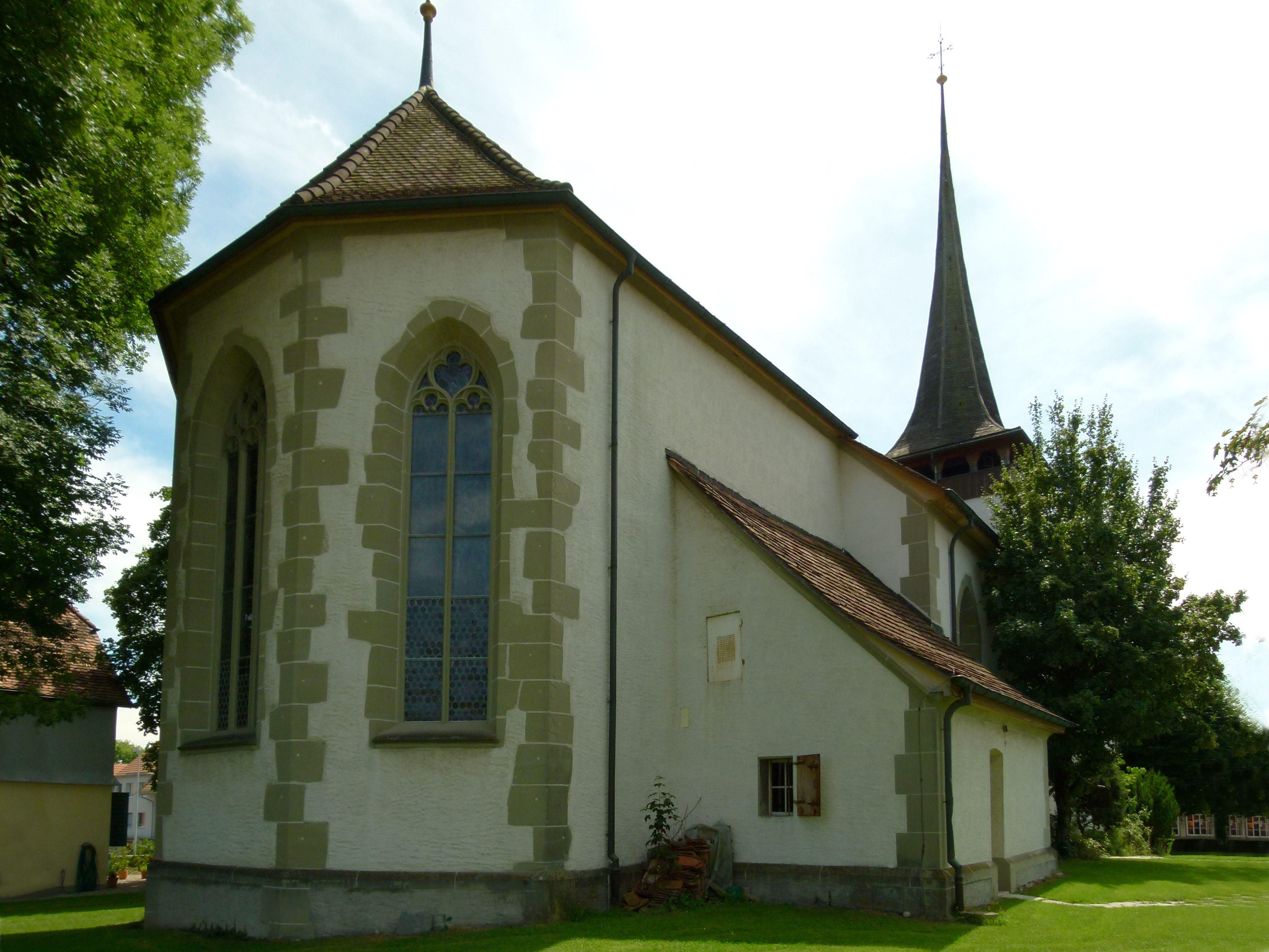
예겐스토르프 개혁 교회

2000년 인구 조사에서 로마 가톨릭 신자는 537명(13.4%)이었고, 스위스 개혁 교회는 2,775명(69.4%)이었다. 나머지 인구 중 정교회 교인은 56명(인구의 약 1.40%), 크리스찬 가톨릭 교회 교인은 3명(인구의 약 0.08%), 다른 기독교 교회에 속한 239명(5.98%). 유대인은 2명(0.05%)이었고, 이슬람교는 82명(2.05%)이었다. 불교 8명, 힌두교가 15명이었다. 다른 교회에 속한 3인이 있었다. 287명(7.18%)은 교회에 속하지 않았고, 불가지론자 또는 무신론자였으며, 109명(2.73%)이 질문에 대답하지 않았다.

## 교육
예겐스토르프에서는 인구의 약 1,701명(42.5%)이 비필수 고등교육을 이수했으며, 600명(15.0%)이 추가 고등교육(대학 또는 응용학문대학)을 마쳤다. 고등교육을 마친 600명 중 73.7%가 스위스 남성, 22.3%가 스위스 여성, 2.2%가 비스위스계 남성, 1.8%가 비스위스계 여성이었다.
베른주 학교 시스템은 1년의 의무 없는 유치원, 6년의 초등학교를 제공한다. 이후 3년 동안의 의무적 중학교 과정을 거쳐 학생들을 능력과 적성에 따라 구분한다. 중학교 이하 학생들은 추가 학교에 다니거나 견습생으로 들어갈 수 있다.
2010-11학년도 동안 총 585명의 학생들이 예겐스토르프의 수업에 참석했다. 시정촌에는 총 82명의 학생이 있는 4개의 유치원 수업이 있었다. 유치원생 중 13.4%는 스위스의 영주권 또는 임시 거주자(시민권 아님)였으며, 20.7%는 교실 언어와 다른 모국어를 사용한다. 지자체에는 17개의 초등 학급과 329명의 학생이 있었다. 초등학생 중 11.6%는 스위스의 영주권 또는 임시 거주자(시민권 아님)였으며, 16.4%는 교실 언어와 다른 모국어를 사용한다. 같은 해에 총 174명의 학생이 있는 9개의 중등 학급이 있었다. 스위스의 영주권자 또는 임시 거주자(시민이 아님)인 7.5%와 교실 언어와 다른 모국어를 사용하는 사람이 6.9%였다.
2000년 현재, 예겐스토르프에는 다른 지자체에서 온 106명의 학생이 있었고 140명의 주민들은 지자체 외부의 학교에 다녔다.
예겐스토르프는 예겐스토르프의 시립 도서관의 고향이다. 도서관은 (2008년 기준) 12,366권의 책 또는 기타 매체를 보유하고 있으며, 같은 해에 38,136권을 대출했다. 그해에는 주당 평균 14시간씩 총 282일을 열었다.

## 교통
자치단체는 교통이 잘 발달되어 있다. 이곳은 베른에서 졸로투른까지의 오래된 주요 도로에 있다. A1 고속도로(베른-취리히)와 A6 고속도로로 가장 가까운 연결 도로는 시내 중심가에서 약 4km 떨어져 있다. 1916년 4월 10일, 당시 졸로투른-베른 협궤 전기 철도였던 촐리코펜-졸로투른 구간이 현재 지역 운송 회사인 베른-졸로투른 지역교통에서 운영하고 있으며, 예겐스토르프역과 함께 운영되기 시작했다. 예겐스토르프에서 메센까지 운행하는 베른-졸로투른 지역교통 버스는 지역 대중 교통을 책임진다.